# Баргаљи
Баргаљи (итал. Bargagli) је насеље у Италији у округу Ђенова, региону Лигурија.
Према процени из 2011. у насељу је живело 1781 становника. Насеље се налази на надморској висини од 516 м.

## Становништво
| 1931. | 1936. | 1951. | 1961. | 1971. | 1981. | 1991. | 2001. | 2011. |
| ----- | ----- | ----- | ----- | ----- | ----- | ----- | ----- | ----- |
| 3.240 | 3.057 | 2.751 | 2.504 | 2.231 | 2.240 | 2.440 | 2.624 | 2.810 |